# Proteção integrada

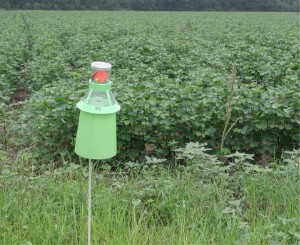
Armadilha usada, num campo de algodão, para controlar o nº de larvas.‎

Protecção integrada é, segundo a OILB/SROP, uma modalidade de protecção das plantas em que se procede à avaliação da indispensabilidade de intervenção, através da aplicação de conceitos como estimativa de risco, níveis económicos de ataque ou a modelos de desenvolvimento dos inimigos das culturas e à ponderação dos factores de nocividade, para a tomada de decisão relativa ao uso dos meios de luta.
A protecção integrada tem como objectivo proteger as culturas de modo economicamente rentável e eficaz mantendo o sabor e textura natural do alimento minimizando ao máximo a poluição do ambiente e promovendo a segurança do agricultor.
Esta modalidade como é usada para complemento aos sistemas agrícolas de agricultura biológica e produção integrada, está dependente das regras de cada sistema e portanto os meios de protecção a ser usados não são os mesmos em todos os casos.

## Planeamento
Esta modalidade de protecção requer um planeamento frequente, realizado por técnicos certificados, tendo os seguintes conceitos-chave:

### Estimativa de Risco
Em protecção integrada a prevenir é essencial, logo há que regularmente avaliar o perigo de ataque de pragas. As populações de inimigos devem ser monitorizadas com recurso a métodos de amostragem adequados de modo a prever estes contratempos e planear os melhores meios de ataque e prevenção.

### Nível Económico de Ataque
A partir de um certa intensidade de ataque do inimigo deve-se impor medidas limitativas ou de combate, para salvaguardar a rentabilidade da cultura bem como a sua qualidade.

## Métodos de protecção
Em protecção integrada utilizam-se vários meios de protecção sendo preferível o uso de métodos indirectos, como medida de prevenção em especial, a limitação natural e outros mecanismos de regulação natural, e só se recorre aos meios directos de luta quando indispensável.
O uso de meios químicos proibido na prática de agricultura biológica e em produção integrada apenas podem ser usados fitofarmacêuticos aprovados.

### Meios Indirectos
- Legislativos
- Genéticos
- Culturais
- Mecânicos

### Meios Directos
- Culturais
- Mecânicos
- Térmicos
- Biológicos
- Biotécnicos
- Químicos